# Северноамериканска пернатонога кукумявка
Северноамериканската пернатонога кукумявка (Aegolius acadicus) е вид малка сова, местен вид за Северна Америка. Един от най-малките видове сови в Северна Америка. Обитава гъсти гори с малки блата и поляни. Често е в опасност да бъде нападната от по-големи сови и хищници. Строго нощна птица, но трудно се вижда, освен ако е в близост до гнездото си.  Северните кукумявки са мигриращи птици без строг модел, но през есента на отделни години много индивиди се придвижват на юг, главно мъжки и млади.
Разпространена е в Гватемала, Канада, Коста Рика, Мексико и САЩ.

## Описание
Научното описание на един от подвидовете на тази кукумявка се приписва на преподобният Джон Хенри Кийн, който е бил мисионер в Канада през 1896 г. Възрастните са дълги 17–22 см., с размах на крилата 42–56,3 см.   Те могат да тежат от 54 до 151 g. със средно около 80 g., което ги прави едни от най -малките сови в Северна Америка. Северните кукумявки не проявяват полов диморфизъм чрез оперението си и често са полове по размер, където женските са по-големи от мъжките. Женските със средно тегло 100 g. и мъжките със средно тегло 75 g. Северноамериканските кукумявки имат порфиринови пигменти в летните си пера. Когато са изложени на ултравиолетова светлина, перата им флуоресцират в неоново розово. Това се използва, за да се изчисли линеенето и възрастта при възрастните пернатоноги кукумявки.
Има два подвида на пернатоногата кукумявка: Aegolius acadicus acadicus, намерена в цяла Северна Америка и немигриращия Aegolius acadicus brooksi, като единствен вид за архипелага Хайда Гвай в Британска Колумбия. А.а. Brooksi се идентифицира с по-тъмно оперение и е предложено като отделен вид кукумявка в Хайда Гвай. Беше установено, че изолирани популации на северноамерикански кукумявки в платото Алегени и Южните Апалачи са морфологично различни от совите от среден клас и генетично различни като подвида A.a. Brooksi в Британска Колумбия.

## Глас
Северната пернатонога кукумявка издава многократно силен свирещ звук. Доста гласовити. Песен, бърза серия от дълбоки свирещи ноти (5-8, при възбуда протяжни до много по-дълги серии), отначало леко покачващи се по височина и темпо, изненадващо силни (чуват се на доста повече от 3 km. в тихи нощи). Обикновено издават тези звуци, за да намерят половинка, така че те могат да бъдат чути по-често от април до юни, когато търсят партньори. Въпреки че са по-често през пролетта, те го правят целогодишно. Най-малко 11 различни звука се чуват от северноамериканската кукумявка. Най-ниските възможни звуци са на младата кукумявка, тънко и отсечено „кси!”. Негласните звуци се използват като предупреждение от възрастните, обикновено когато се приближават отблизо.

## Слух
Слухът на северната пернатонога кукумявка е много усъвършенстван, поради вертикално асиметрични уши и различна форма на ушните отвори. Тъй като звукът достига до ушите в различно време и е с различна интензивност, северната кукумявка може много точно да локализира плячката си. Такава точна локализация на звука й позволява да ловува в пълна тъмнина, само по слух. Проучване на Engel et al показва, че северната кукумявка е има честотна чувствителност от 0,7 до 8,6 kHz с най-добра чувствителност, варираща от 1,6 до 7,1 kHz. Това й позволява да ловува на тъмно, чисто чрез звук. Разпространение и местообитание

## Среда на живот
Тяхното местообитание са иглолистни гори, понякога смесени или широколистни гори, в Северна Америка. Повечето птици гнездят в иглолистни гори на север, но зимуват в смесени или широколистни гори. Те също обичат крайречните райони поради изобилието от плячка там. Те живеят в дървесни кухини и стари гнезда, направени от други малки хищници. Някои от тях са постоянно пребиваващи, докато други могат да мигрират на юг през зимата или да се преместят надолу от по-високи възвишения. Обхватът им обхваща по-голямата част от Северна Америка на юг от бореалната гора, включително югоизточна и южно-централна Аляска, южна Канада, по-голямата част от САЩ и централните планини в Мексико. 
Някои са започнали да се движат по-югоизточно в Индиана и съседните щати. Engel et al направиха проучване за това колко далеч на север се размножават северните кукумявки и те откриха, че те могат да се размножават на север от 50° С., много по-далеч, от регистрираното досега. Обхватът им е доста обширен и те могат дори да се размножават в далечния север, където повечето птици мигрират да се размножават. Те са адаптивни видове, които могат да се справят добре в студа.
В източната част на Съединените щати има две полуизолирани постоянни популации. Това първото население по границата на Западна Вирджиния в платото Алегени. Второто население е в по-високите възвишения  на южните Апалачи планини в западна Северна Каролина, източен Тенеси и югозападна Вирджиния. 
Въпреки че има многобройни популации в северните и западните региони на Северна Америка, в някои окръзи на Северна Каролина, в момента те са посочени като застрашен вид поради намаляване на подходящите местообитания.Това се дължи на загуба на бореални гори от сеч и замърсяване.

## Гнездене
Северните кукумявки снасят около четири или шест яйца с бял цвят в естествени дървесни кухини или дупки на кълвач. Мъжките често пеят от място за гнездо и разменят храна в местата за гнезда, за да привлекат женска. Бащата прави ловува, докато майката наблюдава и пази яйцата си. Женските могат да имат повече от една връзка, всеки размножителен сезон с различни мъже. След като потомството в първото гнездо е развило перата си, майката ще остави бащата да се грижи за тях и ще намери друг мъж, с когото да се размножава.Този тип чифтосване е последователна полиандрия. Те се състезават с други сови, скорци и катерици за гнездови кухини и техните гнезда могат да бъдат унищожени или изядени от тези същества, както и от гнездови хищници. Совоподобните кукумявки от всички възрасти могат да бъдат предхождани от по-големи видове ястребови сови или сови, от които има поне дузина, които се припокриват в обхвата, които споделят с пернатоногите кукумявки предпочитания към гористи местообитания с гъсти храсталаци. 
През 2014 г. гнездящи северни кукумявки са открити в гнездови кутии в южните Апалачи. Това е най-югоизточната известна зона за размножаване в САЩ.

## Хранене
Тези птици чакат на висок клон през нощта и се нахвърлят върху плячката. Те ядат главно малки организми и полевки, със силен акцент върху дребните бозайници в диетата си. Преглеждат се десет проучвания, които откриват северните пернатоноги кукумявки, които ядат също и бозайници (88% до 100%), като повечето от бозайниците са гризачи (85% до 99%). По-конкретно в своето проучване в Уисконсин, отчитат че северните кукумявки като най-често ядящи мишки (68% от уловената плячка),както и полевки (Microtis pennsylvunicus и M. Ochroguster 16%). Подобно проучване на Холт и Леру (1996) в Монтана установява, че кукумявките ядат повече полевки (60%) от другите видове бозайници. Engel et al. (2015) също установяват, че при пернатоногата кукумявка силно се предпочитат малките бозайници (89%), като 55% от плячката са два вида полевки.
Холт и Леру сравняват хранителните навици на северните кукумявки със северните пигмейски сови и установяват, че те ловят различни животни за техния основен източник на храна, като диетата на една сова е 98%  дребни бозайници, докато за пигмейските сови над една трета от плячката им бяха птици. Тяхното проучване заключава, че тези кукумявки могат да се адаптират в зависимост от плячката, а също и с другите хищници в районите, където живеят. Engel et al. (2015) в Държавния парк Чайн О’Лейкс, Илинойс, през зимата на 1987–88 г., сравнява северните кукумявки с ушата сова. Енгел потвърди силното предпочитание на кукумявките към малките бозайници. Диетата им изглеждаше разнообразна през зимата и е по-малко обвързана с един бозайник, отколкото с ушатата сова; от време на време северните кукумявки ловуват по-голяма плячка, като ливадната полевка (M. pennsylvanicus).
Други бозайници, които са били жертви понякога, включват  катериците (предимно червени катерици), различни други видове мишки, летящи катерици, бенки и прилепи. Допълват диетата и малки птици, като предпочитат лястовици, врабчета и пилета. Въпреки това могат да бъдат взети дори по-големи птици, до размера на скалния гълъб (които обикновено са около 4 пъти по-тежки от сова). На брега на Тихия океан те също могат да ядат ракообразни, жаби и водни насекоми. Подобно на много сови, тези птици имат отличен слух и изключително зрение при слаба светлина.

## Популярна култура
Възрастна женска северна кукумявка беше намерена дехидратирана и гладна в замръзналите клони на едно коледно дърво на Рокфелерския център по време на инсталирането му на 16 ноември 2020 г. Птицата беше открита от работници, които транспортираха смърча на 170 мили от Онеонта, Ню Йорк до Ню Йорк Сити. Пернатият пътник, наречен Рокфелер (Роки), издържа тридневното пътуване и предизвика голям обществен интерес и отразяване в медиите. Тя беше отведена в център за диви животни за преглед, преди да бъде освободена на територията на центъра за диви животни в Согъртис, Ню Йорк. 
Роки спечели повече слава, когато Frontier Airlines обяви, че нейният образ ще бъде представен на опашките на самолетите в техния флот.

## Препратки
1. ↑  Aegolius acadicus (Gmelin, 1788). // IUCN Red List of Threatened Species. International Union for Conservation of Nature. Посетен на 27 декември 2021 г. (на английски)
2. ↑  BirdLife International. Aegolius acadicus //  IUCN Red List of Threatened Species. Version 2013.2.   International Union for Conservation of Nature, 2012. Посетен на 26 ноември 2013. (на английски)
3. ↑  Беоленс, Бо; и др. (2009). Епонимният речник на бозайниците стр.220. JHU Press. стр. 574. ISBN 9780801895333.
4. ↑  „Северноамериканската кукумявка - Aegolius acadicus“. 2011 г.
5. ↑  Ванер, Майкъл (2003). Енциклопедия на северноамериканските птици. Ню Йорк: Barnes & Noble. стр. 192. ISBN 0-7607-3460-7.
6. ↑  МакKормик, Джон (2014-08-01). „Северноамериканската кукумявка (Aegolius acadicus)". Изобилие и разпространение в южните Апалачи планини в Североизточен Тенеси“. Електронни дисертации и дисертации.
7. ↑  Weidensaul, C. Scott; Колвин, Брус А .; Бринкер, Дейвид Ф .; Хю, Дж. Стивън (юни 2011 г.). „Използване на ултравиолетова светлина като помощ при възрастовата класификация на совите“. Списанието на Уилсън по орнитология. 123 (2): 373–377. doi: 10.1676 / 09-125.1. ISSN 1559-4491. S2CID 28913007.
8. ↑  Ръководство на National Geographic за птиците от Северна Америка. Dunn, Jon L. (Jon Lloyd), 1954-, Alderfer, Jonathan K., National Geographic Society (САЩ) (Седмо изд.). Вашингтон, окръг Колумбия 2017. ISBN 978-1-4262-1835-4. OCLC 1002108930.
9. ↑  Уотърхаус, Ф. Луиз; Дойл, Франк I .; Търни, Лорънс; Wijdeven, Berry; Тод, Мелиса; https: //birdsoftheworld.org/bow/species/nswowl/cur/introductionergman, Карита; Vennesland, Ross G. (юни 2017 г.). „Пролетни и зимни домашни вериги на северната кукумявка на Хайда Гвай (Aegolius acadicus brooksi)“. Вестник на Raptor Research. 51 (2): 153–164. doi: 10.3356/jrr-16-48.1. ISSN 0892-1016. S2CID 89814991.
10. ↑  Расмусен, Джъстин Лий; Sealy, Spencer G .; Cannings, Richard J. (7 април 2008 г.). A. F. Poole (ред.). „Северноамериканската кукумявка (Aegolius acadicus)“. Птиците на Северна Америка. Итака, Ню Йорк, САЩ: лаборатория по орнитология на Корнел. doi: 10.2173/bna.42. ISSN 1061-5466.
11. ↑  Бул, Джон; Farrand, John Jr. (1994). Полево ръководство на Националното дружество Audubon за птици в Северна Америка. Ню Йорк: Алфред А. Нопф. стр. 555. ISBN 0-679-42852-6.
12. ↑  Frost, B.J .; П. Дж. Болдуин; М. Чизи (1989). „Слухова локализация в северната кукумявка, Aegolius acadicus“. Канадски вестник по зоология. 67 (8): 1955–1959. doi: 10.1139/z89-279.
13. ↑  Gutiérrez-Ibáñez, Cristián; Андрю Н. Иванюк; Дъглас Р. Уайли (2011). „Относителен размер на слуховите пътища при симетрично и асиметрично ушасти сови“. Brain Behav Evol. 78 (4): 281–301. doi: 10.1159/000330359. PMID 21921575. S2CID 6013325
14. ↑  Беатини, Джулия Р .; Proudfoot, Glenn A .; Gall, Megan D. (февруари 2018 г.). „Честотна чувствителност при северните кукумявки (Aegolius acadicus)“. Списание за сравнителна физиология А. 204 (2): 145–154. doi: 10.1007 / s00359-017-1216-2. ISSN 0340-7594. PMID 28993864. S2CID 19735506.
15. ↑  ДеЛела Бенедикт, Одри (2008). Ръководството на натуралиста за южните скали: Колорадо, Южен Уайоминг и Северно Ню Мексико. Голдън, Колорадо: Fulcrum Publishing. стр. 568. ISBN 978-1-55591-535-3
16. ↑  Будин, Кристоф; Rochepault, Yann; Savard, Jean-Pierre L .; Савард, Мишел (септември 2006 г.). „Разширяване на ареала за размножаване на северната кукумявка в Квебек“. The Wilson Journal of Ornithology. 118 (3): 411. doi: 10.1676/05-092.1. S2CID 85625756.
17. ↑  Милинг, Тимъти и Роу, Матю и Петел, Бени и Делинджър, Тим и Гейлс, Джони и Хил, Кристофър. „Плътности на населението на северните кукумявки (Aegolius acadicus) в деградирали бореални гори на южните Апалачи“. Биология и опазване на кукумявки от Северното полукълбо: 2 -ри международен симпозиум. Ген. Техн. Република NC-190. Сейнт Пол, MN: Министерство на земеделието на САЩ, Служба по горите, Северна централна горска експериментална станция. 272-285. Серия публикации: Общ технически доклад (GTR)
18. ↑  Swengel, Ann B .; Swengel, Scott R. (август 1992 г.). "Диета на северните кукумявки в Южен Уисконсин" (PDF). Кондорът. 94 (3): 707. doi: 10.2307/1369255. JSTOR 1369255. Посетен на 29 ноември 2011 г.
19. ↑  Холт, Денвър W .; Леру, Лесли А. (март 1996 г.). „Диети на северните пигмейски сови и северните кукумявки в Западна Централна Монтана“ (PDF). Бюлетин на Уилсън. 108 (1): 123. Посетен на 29 ноември 2011 г.
20. ↑  Енгел, Джошуа I .; Дюбей, Нанду; Гноске, Томас П. (март 2015 г.). „Сравнение на диетата на два зимуващи вида кукумявки в същата насаждение на дървета в Северен Илинойс“. Сделки на Държавната академия на науките на Илинойс.
21. ↑  „Роки-кукумявката ще бъде представена на опашката на самолет на Frontier Airlines“. 1 декември 2020 г. Посетен на 4 декември 2020 г. WFLA News Channel 8 Tampa. 2 декември 2020 г. Hudson Valley Post. Посетен на 4 декември 2020 г.